# Tintenstrahldrucker

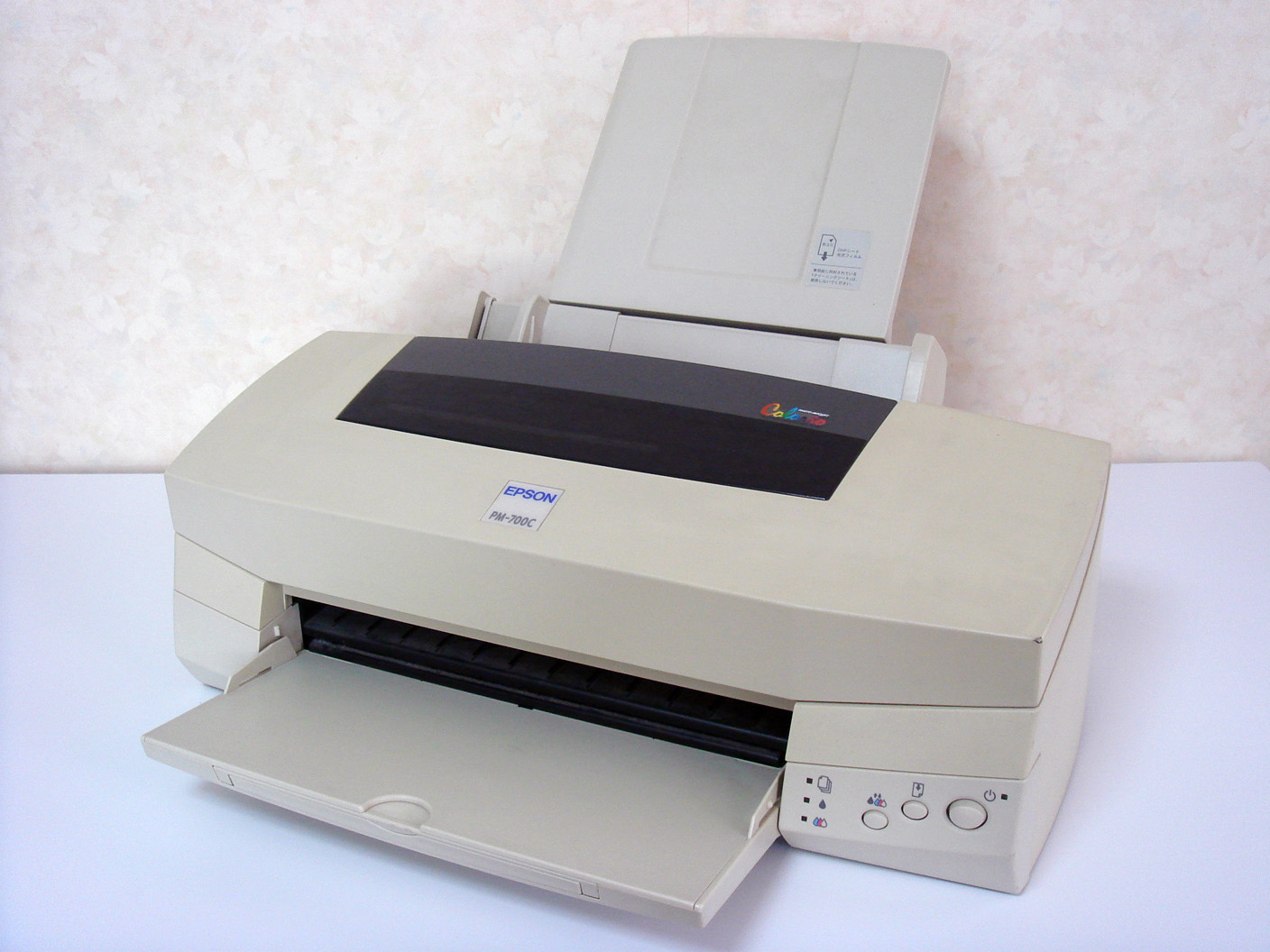
Typischer Tintenstrahldrucker für den Heimbereich

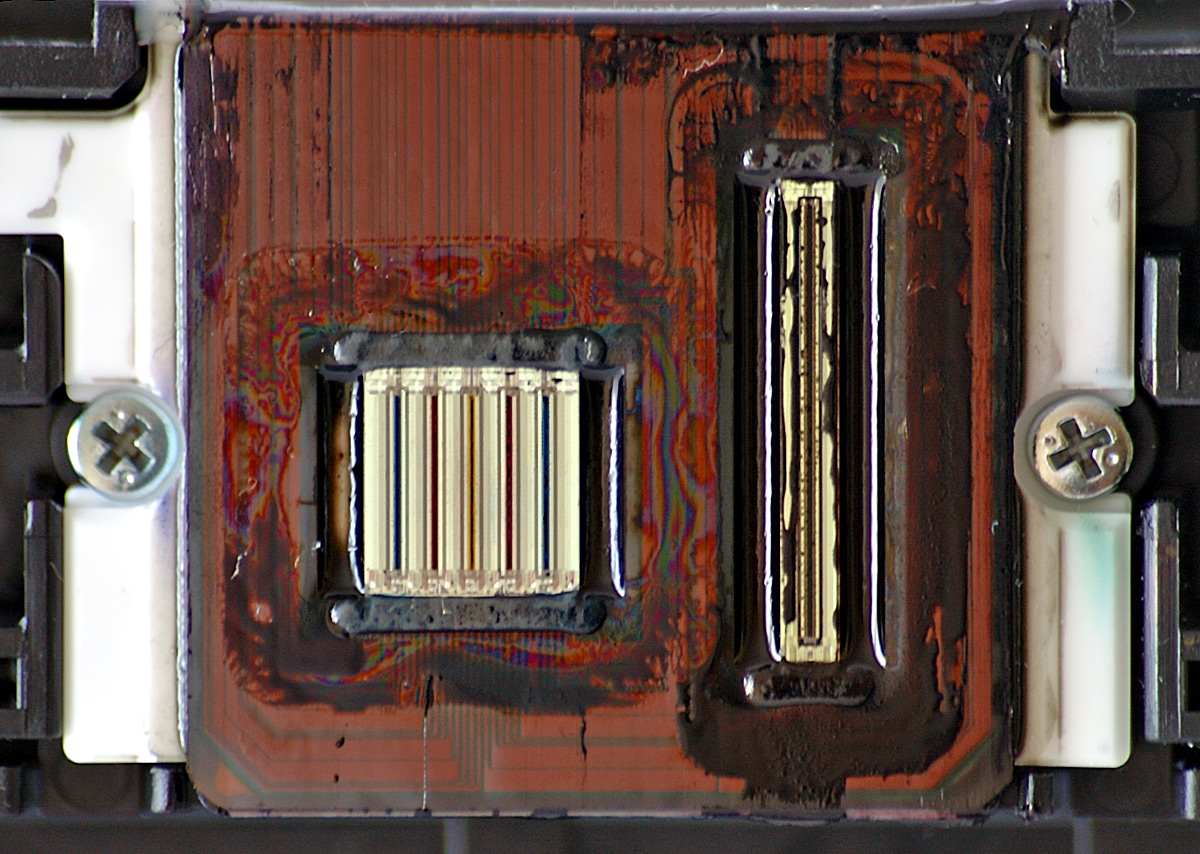
Druckkopf eines DOD-Tintenstrahldruckers

Tintenstrahldrucker (genannt auch Tröpfchenstrahl-Drucker, Tintendrucker, Farbstrahl-Drucker und Ink-Jet-Drucker) sind Matrixdrucker, bei denen durch den gezielten Abschuss aus kleinen Farbdüsen oder das Ablenken kleiner Tintentröpfchen ein Druckbild erzeugt wird. Sie gehören zur Gruppe der Non-Impact-Drucker.
Es lassen sich zwei Gerätegruppen unterscheiden.
- CIJ: Continuous Ink Jet, also Geräte mit kontinuierlichem Tintenstrahl
- DOD: Drop On Demand, d. h. einzelne Tropfen verschießende Geräte

## Geschichte des Tintenstrahldruckers
Die Geschichte des Tintenstrahldruckers begann in den 1960er Jahren. Der Teletype Inktronic wurde zwischen 1963 und 1970 vom US-amerikanischen Unternehmen Teletype Corporation entwickelt. Er gilt als erster Tintenstrahldrucker der Welt. Er war jedoch kein Drucker im klassischen Sinn, sondern ein Fernschreiber mit integrierter Tastatur, der als Ein-/Ausgabegerät für Großrechner fungierte. Die Druckleistung war der Zeit entsprechend noch gering. Es gelang den Entwicklern nicht, die Tinte präzise auf das Papier zu befördern. Dies führte zu verschiedenen Problemen, so verschmutzte der Drucker viel zu schnell. Daraus folgte mangelhafte Druckqualität. Das Gerät war zu groß, um eine private Nutzung vorauszusehen.
Die ersten funktionsfähigen Tintenstrahl-Druckgeräte wurden Anfang der 1970er von IBM auf den Markt gebracht. Sie druckten im Permanentbetrieb (Continuous drop) und waren nur für den Einsatz in der Industrie zu gebrauchen. Das Verfahren des kontinuierlichen Tintenstrahls wird in verbesserter Form jedoch bis heute bei einigen Tintenstrahldruckern angewandt. Letztendlich waren es die heute weltbekannten Konzerne HP, Canon und Epson, denen die technische Umsetzung gelang. Im Jahr 1979 reichten HP und Canon beinahe gleichzeitig das Patent ein.

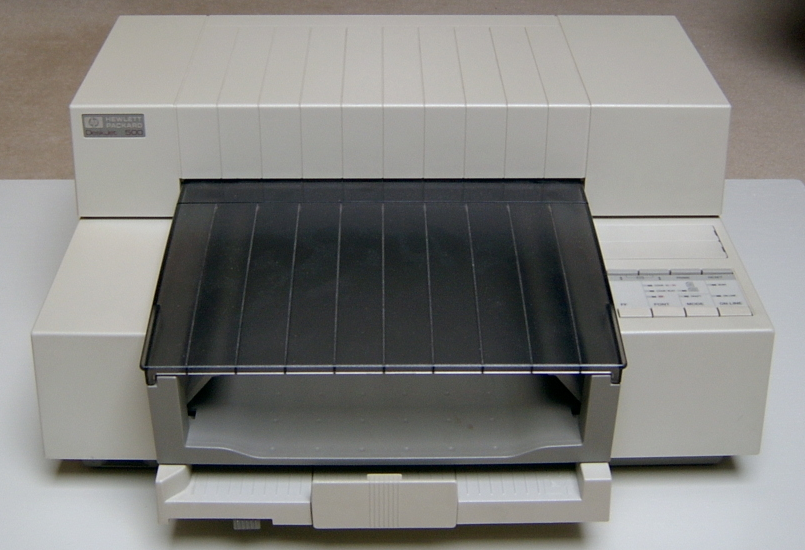
Tintenstrahldrucker HP Deskjet 500

Einer der ersten Tintenstrahldrucker für den Endkundenmarkt war der HP ThinkJet aus dem Jahr 1984. Im selben Jahr kam der erste Piezo-Drucker auf den Markt, der Epson SQ 2000. 1987 brachte der HP PaintJet Farbe ins Büro. 1988 erschien schließlich der erste Tintenstrahldrucker für den Massenmarkt, der HP Deskjet mit einer Druckgeschwindigkeit von bis zu 2 Seiten/min und einer Grafikauflösung von 300 Punkten/Zoll.
Nachdem um das Jahr 2000 die ersten Drucker erschienen, die mit Zusatzfarben wie Rot, Blau, Grün und Orange fotorealistische Ausdrucke in besserer Qualität als konventionelle Fotopapiere ermöglichten, begann die Zeit der Fotodrucker für die Papierformate DIN A4 und später A3. Zahlreiche Papierhersteller entwickelten Produkte für den Markt der Tintenstrahl-Fotopapiere. Bis zum Ende der 2000er Jahre hat sich der Markt stabilisiert und etabliert. Es gibt nun einerseits einfache Geräte für DIN A4-Formate, die höchstens noch Hellcyan und Hellmagenta als Foto-spezifische Tinten aufweisen. Zusatzfunktionen wie Direktdruck von Mobiltelefonen und Speicherkarten, Scanner, Kopierer und Fax können diese Grundgeräte ergänzen. Andererseits wurden Großformatdrucker und -plotter mit Maximalformaten von größer als A3 entwickelt, die mit zusätzlichen Tintenkombinationen und -zusammensetzungen für Berufsfotografen und Druckanstalten angeboten werden. Ein qualitativ hochwertiger Fotodruck von Amateur- und Gelegenheitsfotografen findet seither kaum noch statt.

## CIJ-Drucker (Continuous Ink Jet, Tintenstrahldrucker)

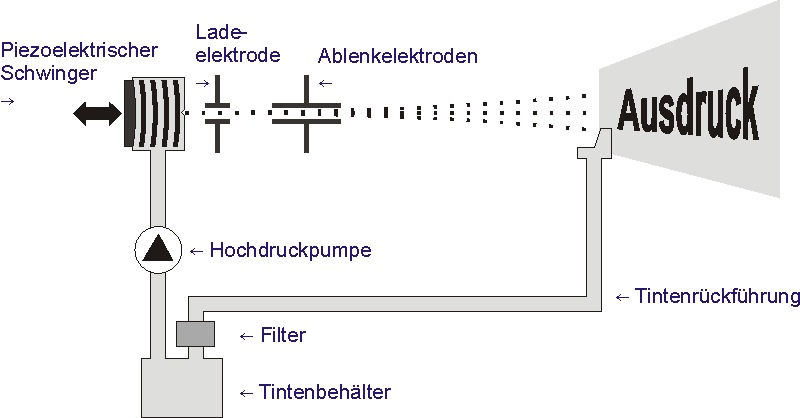
Funktion eines Continuous-Ink-Jet-Druckers

CIJ-Drucker werden ausschließlich in der Industrie eingesetzt und finden dort in verschiedenen Bereichen wie Rubbellose, Haltbarkeitsdatum, EAN-Code, Adressierung und Personalisierung ihre Anwendung. Technologische Fortschritte erschließen weitere Einsatzgebiete im Digitaldruck, beispielsweise bot Kodak Mitte 2009 eine auf CIJ-Technik basierende Druckmaschine für Schwarz/Weiß (Prosper S10) mit Schmuckfarben an und Mitte 2010 zusätzlich Vierfarbdruck (Prosper 5000 XL).

### Verfahren
In beiden Fällen (Ein- und Mehrstrahler) tritt der Tintenstrahl über eine Düse aus dem Druckkopf aus. Dieser Strahl wird über einen piezoelektrischen Wandler, der sich hinter der Düse befindet, moduliert, so dass ein gleichmäßiger Zerfall (Rayleigh’scher Tropfenzerfall) in einzelne Tropfen erreicht wird. Über eine Ladeelektrode werden die so gebildeten Tropfen nun elektrostatisch aufgeladen. Die 10 bis 40 m/s schnellen Tropfen durchfliegen anschließend eine größere Ablenkelektrode. Abhängig von der Stärke des elektrischen Feldes werden sie zwischen den beiden Ablenkelektroden seitlich abgelenkt. Je nach Gerätetyp gelangen die geladenen oder die ungeladenen Tropfen auf das Substrat. Nicht benötigte Tropfen werden bereits am Druckkopf wieder aufgefangen und erneut dem Tintenkreislauf zugeführt. Unterschieden wird weiterhin zwischen Binary-Deflecting-Verfahren und Multi-Deflecting-Verfahren. Bei ersterem kommt der Tropfen entweder auf den Bedruckstoff oder er wird in einen Tropfenfänger abgelenkt. Beim Multi-Deflecting-Verfahren können die Tropfen durch unterschiedliche Ladungszustände unterschiedlich abgelenkt werden. Auf diese Weise ist es möglich, über eine Düse eine breitere Zeile zu drucken. Die Höhe der Zeile ist abhängig von der Ablenkspannung und dem Abstand der Düse zum Substrat, wodurch höherer Abstand die Druckqualität vermindert.

## DOD-Drucker (Drop on Demand, Tintendrucker)

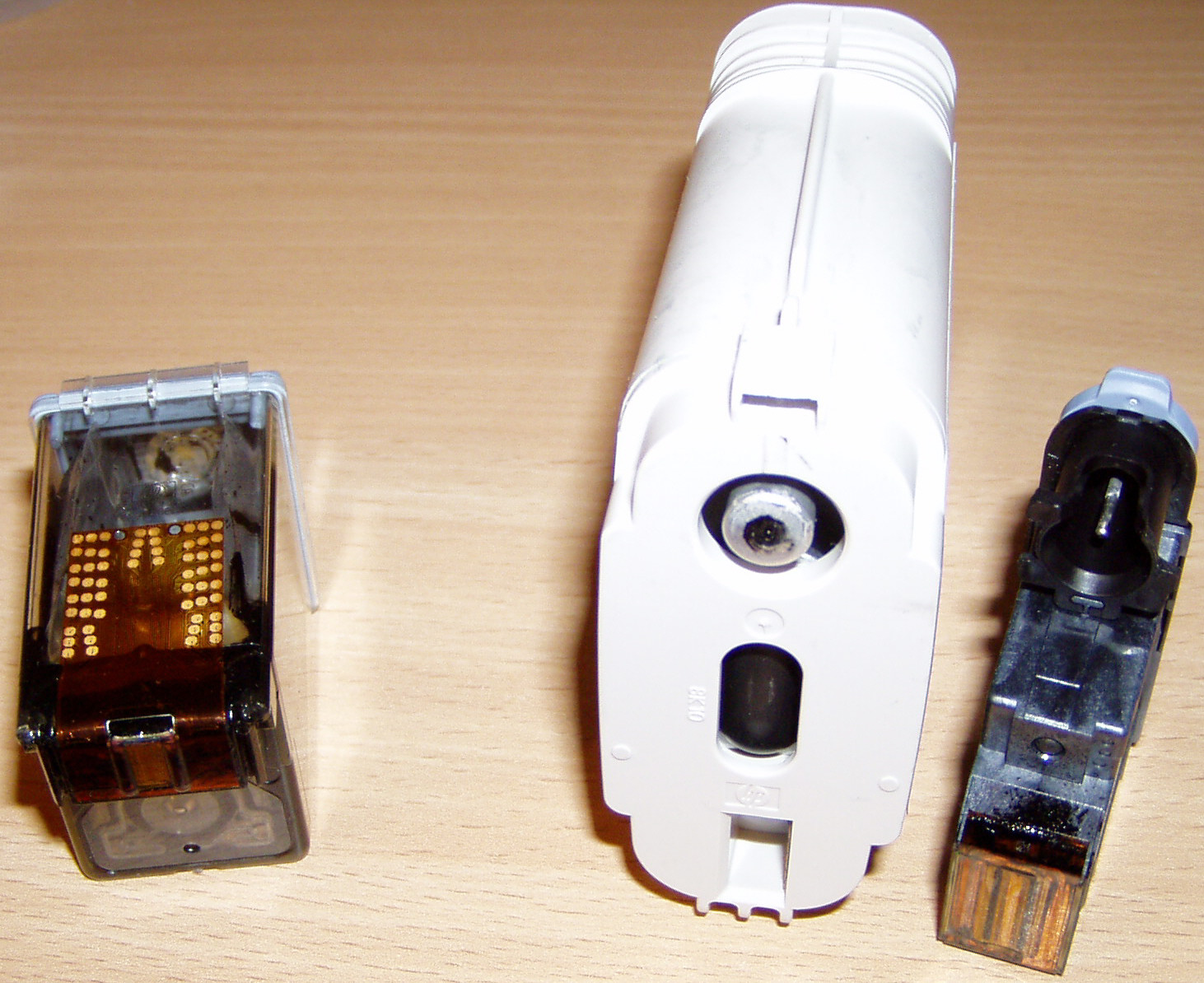
Verschiedene Druckköpfe:
links: in die Patrone integriert (HP Deskjet 600), rechts: Druckkopf eines HP Business Inkjet 1100D, Mitte: Patrone des BIJ1100D

Diese Art von Druckern findet man sowohl in der Industrie als auch im Büro- und Heimbereich. Im Gegensatz zu CIJ-Druckern verlässt hier nur derjenige Tintentropfen die Düse, der tatsächlich gebraucht wird. Die Geräte werden zusätzlich danach unterschieden, mit welcher Technik die Tintentropfen ausgestoßen werden. Der Einsatzbereich ist sehr groß und reicht von Personalisierungsaufträgen über den Heim-/Büro-Bereich bis zum Druck von Passbildern.
Je nach Tinte werden auch elektrische Schaltungen gedruckt oder es lassen sich in 3D-Druckern dreidimensionale Modelle erzeugen, was ursprünglich für Rapid Prototyping nutzbar war. Statt der herkömmlichen Tinte lassen sich auch Wachs, langkettige Polymere oder heiße, flüssige Lote verwenden.

### Verfahren
Je nach DOD-Typ wird die Tinte auf unterschiedliche Art aus der Düse getrieben.
- BubbleJet-Drucker erzeugen winzige Tintentropfen mit Hilfe eines Heizelements, welches das Wasser oder Lösungsmittel in der Tinte erhitzt. Dabei bildet sich explosionsartig eine winzige Dampfblase, die durch ihren Druck einen Tintentropfen aus der Düse presst. Hersteller sind Canon, Lexmark und Hewlett-Packard in der DeskJet-Reihe. Es kommen wiederum zwei Systeme zum Einsatz.
  - Canon arbeitet bei seinen Druckern mit einer Bubble-Jet-Technik, bei der sich die Düsen im rechten Winkel zu den Heizelementen befinden (Edgeshooter). Das Verfahren ist dem Piezo-Verfahren sehr ähnlich, nur dass der Auspressdruck nicht durch ein piezoelektrisches Element, sondern durch eine Dampfblase erzeugt wird. Das einzelne Heizelement arbeitet mit einer Frequenz bis 10 kHz. Der Druckkopf der Kodak Tintenstrahldrucker arbeitet bei bis zu 24 kHz.
  - Lexmark und HP bei der Deskjet-Reihe setzen auf flache Düsenelemente, die im Wesentlichen aus zwei Platten bestehen. Die dem Papier zugewandte enthält eine winzige Düsenbohrung und die Dampfblase bildet sich gegenüber dieser Bohrung (Sideshooter). Geräte, die mit diesem Verfahren arbeiten, sind sehr einfach herzustellen und sind deswegen preiswert, das Verfahren hat aber den Nachteil einer begrenzten Lebensdauer der Druckköpfe. Es wird bei allen Wechseldruckköpfen verwendet.
- Piezo-Drucker nutzen den inversen Piezoelektrischen Effekt zum Pressen der Drucktinte durch eine feine Düse, wobei sich Keramikelemente unter elektrischer Spannung verformen. Die Tinte bildet Tropfen, deren Volumen sich über die Größe des angelegten elektrischen Impulses steuern lässt. Die Arbeitsfrequenz eines Piezokristalls reicht bis zu 23 kHz. Hersteller ist Epson und war Siemens ab 1977 mit dem Siemens PT80i.
- Bei Druckventil-Druckern sind einzelne Ventile an den Düsen angebracht, die sich öffnen, wenn ein Tropfen die Düse verlassen soll. Diese Technik wird auf Grund der Anforderungen nur industriell oder als Kunstobjekt eingesetzt.[5]

### Reinigung
Allen DOD-Druckköpfen ist die Eigenschaft gemeinsam, dass sie mit der Zeit eintrocknen, wenn sie nicht genutzt werden. Um das zu verhindern, sind die Tinten oft nur langsamtrocknend und die meisten Drucker fahren einen Reinigungszyklus vor dem ersten Ausdruck. Dabei wird die Tinte üblicherweise in einen nur zu diesem Zweck bereitgestellten Schwamm gespritzt. Eine weitere Maßnahme ist es, den Druckkopf an einer speziellen Stelle luftdicht zu parken, so dass die Tinte in den Düsen nicht eintrocknen kann. Das ist vergleichbar mit dem Aufsetzen einer Kappe auf den Tintenfüller, wenn er nicht benutzt wird.
Viele Druckermodelle führen diese Reinigung automatisch in bestimmten Zeitabständen durch (häufiger, wenn der Druckkopf von der Patrone getrennt ist). Die Reinigung kann bei Bedarf manuell gestartet werden. Durch die Reinigung wird in der Regel viel Tinte verbraucht, was bei den aktuellen Preisen für Druckerpatronen einen Teil der Druckkosten ausmacht, besonders wenn nur selten und wenig gedruckt wird und die Tinte so je Druckvorgang öfter eintrocknet. Je nach Druckermodell und Größe der Tintenpatrone kann die Patrone bereits nach 40 bis 100 Reinigungen leer sein. Manche Druckermodelle führen eine Reinigung durch, wenn sie vom Strom getrennt wurden, das trifft hauptsächlich auf Epson-Drucker mit getrennten Patronen zu. Solche Druckermodelle sollten daher nicht an einer schaltbaren Steckerleiste angeschlossen werden, um unnötige Reinigungen zu vermeiden und Tinte zu sparen. Wenn die Steckerleiste oft ein- und ausgeschaltet wird, sind die gesparten Stromkosten geringer als die Ausgaben für die Reinigungsläufe der Tintenpatronen.

## Technik

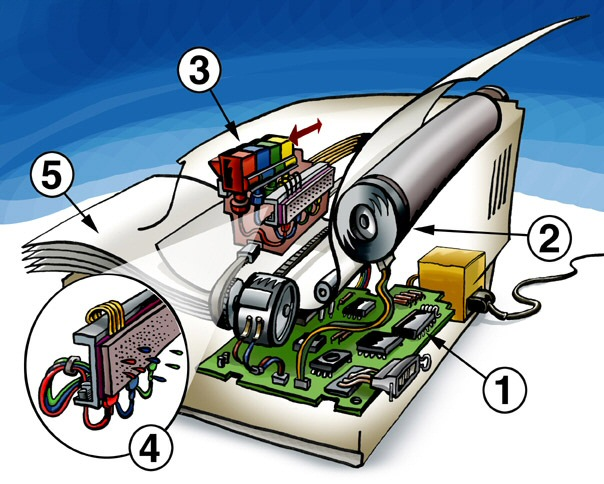
Innereien eines Tintenstrahldruckers (1) Drucker Controller, steuert die beiden Motoren; (2) Papierblatt antreibende Walze; (3) Tintenpatronen; (4) Druckköpfe; (5) bedrucktes Papier

Zum Bedrucken muss ein Drucker im Wesentlichen zwei Bewegungen ausführen: die Querbewegung des Druckkopfes und die Vertikalbewegung des Druckpapiers. Die Bewegung des Druckkopfes erfolgt auf Schienen mittels eines Zahnriemens und eines Gleichstrom- oder Schrittmotors. Zur hochgenauen, zum Datenstrom des Druckkopfes synchronen Bewegung des Druckwagens trägt dieser einen optischen Inkrementalgeber, der ein mit Strichen versehenes, feststehendes Band abtastet. Schrittmotoren müssen dazu im Mikroschritt-Modus arbeiten, da deren Schrittauflösung bzw. -genauigkeit bei weitem nicht für die erforderliche Auflösung ausreicht. Die das Papierblatt antreibende Walze wird mit einem weiteren Motor angetrieben. Ist das ein Schrittmotor, kann auf einen weiteren Inkrementalgeber verzichtet werden.
Die neuere Memjet-Technologie (MEM = microelectric mechanical) vereinigt den Tintenstrahldruck mit einem Seitendrucker, indem ein unbeweglicher Druckkopf in Seitenbreite (DIN A5 bis DIN A0) mit entsprechend vielen Düsen (74.400 bei DIN A4) in hoher Qualität (1600 dpi) und Geschwindigkeit (60 Seiten DIN-A4-Farbdrucke pro Minute) ohne Vorwärmung druckt.
Drucker besitzen einen eigenen Zeichensatz, der das Drucken mit geringer zum Drucker zu übertragender Datenmenge gestattet. Bei der heute üblichen Einbindung ins LAN sind jedoch als Bitmap pixelweise übertragene große Datenmengen kein Problem, so dass Zeichen und Grafiken gleichermaßen bereits im Druckertreiber des steuernden Computers in eine Bitmap umgewandelt werden. Damit lassen sich die wesentlich umfangreicheren Zeichensätze der auf dem PC installierten Software nutzen.
Zum Bestimmen der Positionen, an denen die einzelnen Tröpfchen auf das Papier gespritzt werden, wird ein Raster Image Processor verwendet, der mittels Dithering und Farbseparation (bei Farbdruckern) die Bildpunkte eines auszudruckenden Bilds in Druckzellen (Dithercells oder bei Graustufendruck „Halbtonzellen“) umwandelt, also in Gruppen von Tintenpunkten im Druckbild, die durch Überlagerung und Zusammenstellung der Tröpfchen hinsichtlich Anzahl, Farbe, gegebenenfalls Größe und Anordnung die Farbe und Helligkeit der Bildpunkte möglichst exakt wiedergeben. Die von einem Drucker erreichbare, tatsächliche Auflösung von Bildpunkten (bestimmt als ppi, points per inch) hängt damit von der Positionierauflösung der einzelnen Tröpfchen (z. B. als dpi, dots per inch, angegeben) und der Größe der Druckzellen ab. So hat beispielsweise ein Drucker mit einer Nominalauflösung von 5000 dpi bei einer Druckzellengröße von 5 × 5 Druckbildpunkten eine Auflösung der Bildpunkte von 1000 ppi. Beim sogenannten Dithering mit Fehler-Diffusion werden keine Dithercells gebildet, sondern das Bild zeilenweise analysiert und in der Software für jeden Punkt ein Quantisierungsfehler berechnet, der auf die benachbarten Bildpunkte verteilt wird. Die Prozesse, mit denen die Umrechnung von Bildern in Tintentröpfchenmuster auf dem Medium erfolgt, tragen wesentlich zur Qualität des Drucks bei und gehören zum Know-how der Druckerhersteller.

## Tinte

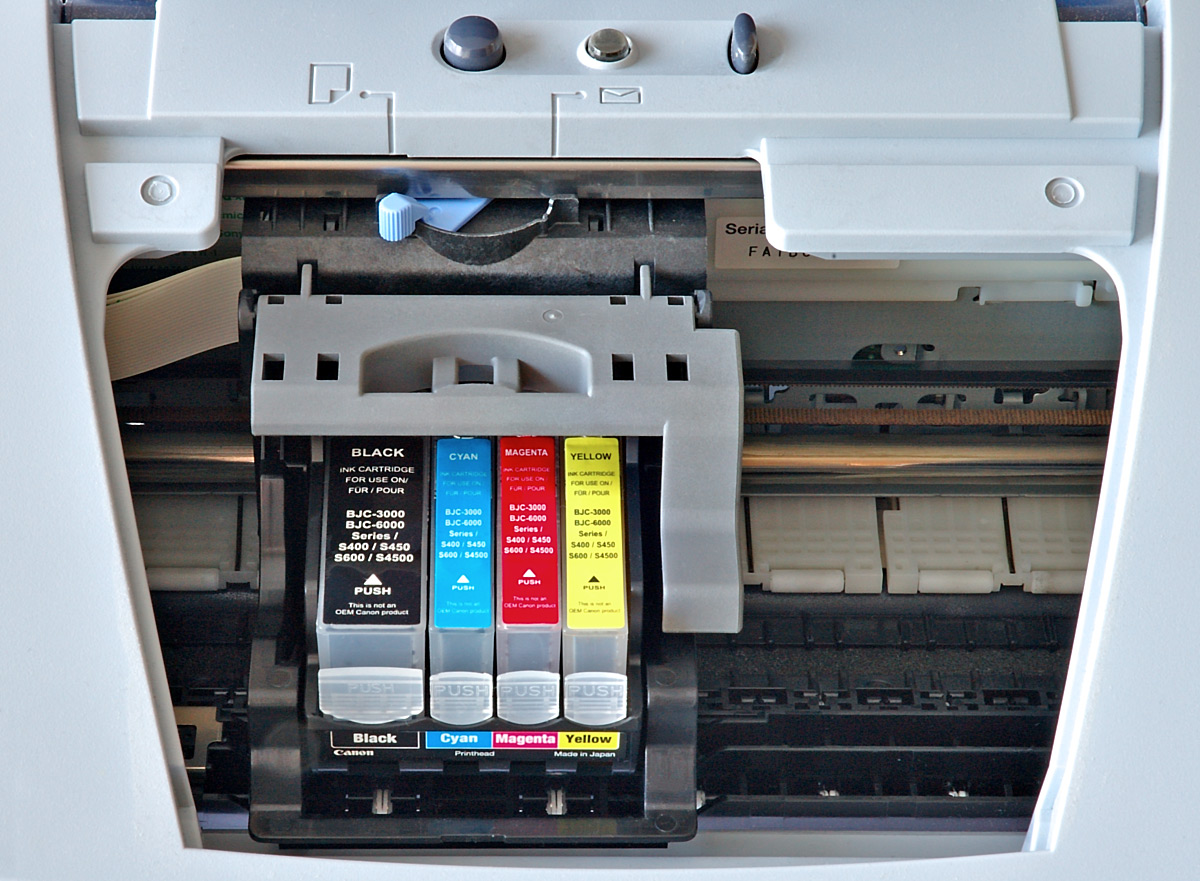
Tintenstrahldrucker: zu sehen sind Farbpatronen in Cyan, Magenta, Gelb und Schwarz, die sich auf dem Schlitten beim Drucken gemeinsam mit dem Druckkopf bewegen.

Grundsätzlich lassen sich die bei Druckprozessen verwendeten Tinten in zwei Kategorien einteilen. Zum einen werden Farbstofftinten verwendet, die ihre Farbigkeit durch in der Tintenflüssigkeit gelöste Farbstoffmoleküle erlangen. Zum anderen werden Pigmenttinten eingesetzt, deren Farbigkeit durch in der Tintenflüssigkeit schwebende Pigmentpartikel zustande kommen. Farbstofftinten sind einfacher zu formulieren, da sich keine Präzipitate von Pigmenten ablagern können. Zudem bieten sie in der Regel einen größeren Farbraum und sind unproblematischer bei glatten Papieren. Pigmenttinten sind demgegenüber länger haltbar (d. h., sie bleichen langsamer auf dem Papier aus), gestatten einen kräftigeren Farbauftrag und sind wasser- und wischfester. Viele Entwicklungen der Hersteller zielen darauf ab, die Vorteile der jeweiligen Tintentypen miteinander zu kombinieren.
Die in Tinten(strahl)druckern verwendete Tinte wird bei den meisten Herstellern auf Wasserbasis hergestellt und ist mit Additiven versetzt, die das zu schnelle Eintrocknen und insbesondere das Durchtrocknen in der Düse verhindern. So ist die Selbstreinigung des Druckers möglich, um verstopfte Düsen wieder in Gang zu bringen. Andererseits haben diese Tinten im flüssigen Zustand eine begrenzte Lebensdauer, da zur Verbesserung der Dauerhaftigkeit der Ausdrucke Eiweiße hinzugegeben werden. Weitere Zusätze zur Verbesserung der Lichtechtheit und der Leuchtkraft werden herstellerspezifisch zugegeben.

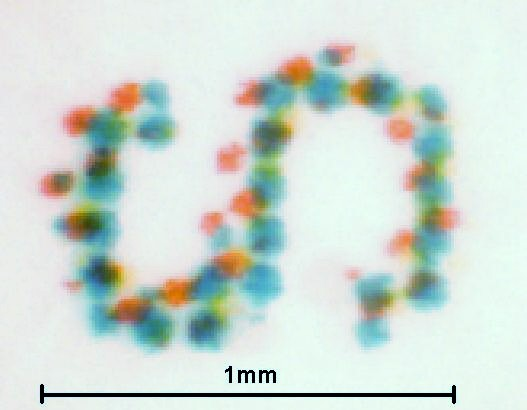
Zusammensetzung eines grauen Zeichens aus verschiedenfarbigen Tinten

GrundfarbenUm farbig drucken zu können, verwenden Tinten(strahl)drucker Tinten in den Farben Cyan, Magenta, Gelb sowie Schwarz (Vierfarbdruck, CMYK-Farbmodell). Bei Pigmenttinten werden am häufigsten die Pigmente Kupferphthalocyanin (Cyan, Pigmentblau 15:3 oder 15:4), Chinacridon (Magenta, PR122, PV19 (gelblicher) oder PR202 (noch gelblicher)), und Pigmentgelb (Gelb, PY74, PY180, PY120, PY175 oder PY155) verwendet. Durch Übereinander- und enges Nebeneinanderdrucken lassen sich aus diesen drei Grundfarben fast alle Farben, die das Auge auflösen kann (siehe Auflösungsvermögen des Auges) und sogar Schwarz auf dem Substrat erzeugen. Allerdings sind die exakten Komplementärfarben, also Rot, Grün und Blau, nicht mit solcher Farbreinheit darstellbar wie dies bei Verwendung spezieller Farbstoffe in diesen Farbtönen möglich wäre. Tintenstrahldrucker haben bei diesen Farben Probleme, die Leuchtkraft wie im RGB-Farbraum zu erzeugen. Auch Schwarz aus Cyan, Magenta und Gelb ist in der Regel nur ein Dunkelbraun. Deshalb besitzen fast alle Tinten(strahl)drucker einen zusätzlichen Tank mit schwarzer Tinte. Einige Modelle verfügen über weitere Zusatzfarben, um die Qualität beim Fotodruck weiter zu steigern.
KontrastschwarzDiese Tinten unterscheiden sich von Tuschen dadurch, dass sie nicht pigmentiert sind. Einige Drucker bieten eine zweite Schwarzpatrone mit pigmentiertem Schwarz, das auf Normalpapier Schwärzungen zulässt, die an Laserdrucker heranreichen. Da dieses Schwarz jedoch nicht für den Fotodruck geeignet ist, wird eine zweite Schwarzpatrone eingesetzt. Es existieren auch Tintenstrahldrucker, die ausschließlich mit pigmentierter Tinte arbeiten. Dabei zeigte sich, dass die Verkleinerung der Pigmentpartikel zu einer Vergrößerung des darstellbaren Farbraums führt.
Photo-Cyan, Photo-Magenta, GrauPrinzipbedingt kommt es bei hellen Cyan-, Magenta- und Grautönen zu einem unerwünschten Grieseln. Die Pixel werden in weiteren Abständen gesetzt, die Tröpfchen bilden also keine geschlossene Schicht, sondern liegen zu weit auseinander. Mit den beiden Zusatzfarben Hellcyan und Hellmagenta werden diese Probleme vermieden. Diese Form der Aufbesserung des Druckergebnisses wird als CcMmYK-Farbmodell bezeichnet. Die Verwendung einer Grautinte gestattet zudem eine feinere Abstufung von Grautönen bei der Reproduktion von Schwarzweiß-Bildern. Ein alternativer Ansatz, das Problem bei der Wiedergabe heller Farben zu lösen, besteht in der Bereitstellung von Düsen, die Tröpfchen unterschiedlicher Größe ausstoßen können, ähnlich wie beim Druckraster.
Rot, Grün, Blau, OrangeEinige Drucker arbeiten zusätzlich mit den Grundfarben der additiven Farbmischung, da diese sich am Rande und zum Teil außerhalb des CMYK-Farbraumes befinden. Dieser Ansatz stammt aus dem Bereich des Offset-Drucks, wo Pantone ein Hexachrome genanntes Verfahren entwickelt hat. Die Farben der anderen Tinten müssen eventuell entsprechend angepasst werden, um den gewünschten größeren Farbraum durch die Mischung auf dem Papier zu erzielen. So schlägt das Epson-Patent US 787 1467 zusätzlich zu den oben genannten PR 122 und PB 15:4 Pigmenten Grün (PG 36) und Orange (PO 64) vor, statt der Gelbpigmente (PY 213), wodurch eine Mischung verschiedener Gelbpigmente vermieden werden kann.
Klar-TinteEinige Drucker verwenden zusätzlich eine klare „Tinte“ zur Herstellung einer zusätzlichen Deckschicht auf dem Papier. Diese verbessert den Glanz, insbesondere bei Pigmenttinten (z. B. Kodak Easyshare oder Epson R800).
Tinte für CIJ-DruckerTinten für CIJ-Drucker verfügen über besondere physikalische Eigenschaften. So müssen sie zum Beispiel elektrisch leitend sein, um im Tintentunnel abgelenkt werden zu können. Überwiegend werden CIJ-Tinten in die Komponenten eines Konzentrats und des dazugehörigen Verdünners getrennt und im Gerät gemischt. Durch den Einsatz unterschiedlicher Rezepturen und Verdünnungsmittel (z. B. Wasser, Ethanol, Methanol, MEK) sind diese Tinten in ihren Trocknungszeiten und Haftungseigenschaften sehr universell. Spezielle CIJ-Tinten sind UV-härtend, thermochromatisch (d. h., die Farbe schlägt bei Temperatureinwirkung kontrolliert um), fett- und öldurchdringend oder werden erst unter spezieller Beleuchtung sichtbar.
Darstellbare FarbenIn einem Test wurde unter der Annahme, dass das menschliche Auge 2,4 Mio. Farben unterscheiden kann, ein Vergleich verschiedener Drucker mit Zusatztinten durchgeführt. Dabei ergab sich, dass die mit CMYK sowie Hellmagenta, Hellcyan, Hellgrau, Rot, Grün und Blau druckenden Canon imagePROGRAF iPF 5100 und Hewlett-Packard Designjet Z3100, und der mit CMYK, Hellmagenta, Hellcyan, Hellgrau, Orange und Grün druckende Epson Stylus Pro 7900 jeweils etwa 800.000 unterscheidbare Farben drucken konnten. Reiner CMYK-Offsetdruck nach ISO 2846 oder ISO 12647 erreicht demgegenüber 400.000 unterscheidbare Farben (zum Vergleich: Adobe RGB 1.300.000, neuere Wide-Gamut-LCD-Monitore mit LED-Hintergrundbeleuchtung 1.500.000)

### Übersicht über Tintensysteme und Markenbezeichnungen
Nachfolgend werden gängige Tintensysteme kurz beschrieben und Produktbezeichnungen der Hersteller angegeben. Verwendete Abkürzungen: C: Cyan; c: Hell- oder Photocyan; M: Magenta; m: Hell- oder Photomagenta; Y: Gelb; K: Schwarz bzw. Photoschwarz; k: Weiteres bzw. Matt-Schwarz; L: Grau(light); l: Hellgrau; R: Rot; G: Grün; B: Blau; O: Orange; P: Schutzlack/Glanzoptimierer.

#### Epson
In Epson-Modellen sind folgende Typen im Einsatz.
- Claria:

Farbstoffbasierte Tinte; CcMmYK-Farbsystem mit Einzeltintentanks, eingeführt 2006.
- DURABrite:

CMYK-Pigmenttinte mit Einzeltanks; erste Pigmentbasierte Farb-Tinte von einem Druckerhersteller, eingeführt 2001.
- DURABrite Ultra:

CMYK-Pigmenttinte mit Einzeltanks, wie DURABrite, aber mit polymerumhüllten Pigmentpartikeln als Haftvermittler auf dem Papier. Eingeführt 2005.
- Ultrachrome Hi-Gloss:

Pigmentbasierte Tinte von Epson, eingeführt 2002, zunächst mit CMYKLlk im R2100.
- Ultrachome Hi-Gloss 2:

2004 im R800 zu CMYKkRBP (also mit R, B und P) modifizierte Variante von Ultrachrome. Auch als CMYKkROP erhältlich.
- Ultrachrome K3:

CcMmYKLlk. Pigmenttinte mit harzummantelten Pigmentpartikeln. Durch drei Photoschwarzabstufungen (deshalb „K3“) differenziertere Grau- und Helligkeitswiedergabe. Einzeltintentanks, eingeführt 2006.
- Ultrachrome K3 „Vivid Magenta“:

Wie K3, jedoch mit anderen Magentapigmenten mit stärkerer Sättigung.
- Ultrachrome K3 HDR:

wie K3 „Vivid Magenta“, jedoch zusätzlich G und O.

#### Canon
In Canon-Modellen sind folgende Typen im Einsatz.
BCI-6-Tintensystem
(noch ohne spezifischen Markennamen, Typbezeichnung der Tintenkartuschen). Erstes farbstoffbasiertes Tintensystem von Canon speziell für den Fotodruck, zunächst CcMmYK, später ergänzt um R und danach R + G.
- Chromalife100:

farbstoffbasiert, eingeführt 2005, bezeichnet eine Kombination aus Druckkopf, Tinte und Papier. Verlängerte Lebensdauer; erhältlich mit 4, 5, und 8-Tintendruckern.
- Chromalife100+:

gegenüber Chromalife100 verbesserte Rotwiedergabe, spezielle Schwarztinte, erhältlich sowohl für Drucker mit Einzeltanks als auch Kombidruckköpfen. Eingeführt 2008.
- Pixma 4-Tintensystem:

inoffizielle Bezeichnung für ein CMYk-Farbsystem bei einfacheren Druckern; es werden nur CMY für den Fotodruck verwendet; Einzel- und Kombipatronen (CMY + k)-Varianten existieren.
- Lucia:

Pigmentbasierte Tinten.
- Lucia EX:

Weiterentwicklung von Lucia II, mit CcMmYKLlRGBk 12-Farbsystem; nach Angaben von Canon mit um 20 % erweitertem Farbraum, der Adobe RGB sehr ähnelt.

#### Hewlett-Packard
Hewlett-Packard setzt bei seinen Fotodruckern die folgenden Kombinationen ein.
- Vivera:

Seit ca. 2004 Bezeichnung aller HP-Tinten, sowohl Farbstoff- als auch Pigmenttinten. Die Pigmenttinten (eingeführt 2006) sind polymergekapselt und beinhalten ein besonders dunkles Schwarz, das die Darstellung von Grautönen ohne eingemischte Farbtinten gestattet. Das Farbsystem ist CcMmYKLk. Bei Farbstofftinten verwendet HP oft Kombipatronen (z. B. Typ 110) für CMY, die mit Photopatronen und Graupatronen ergänzt werden. Andere Drucker verwenden Einzeltinten, zumeist CcMmYK (z. B. Serie 02).

#### Kodak
Von Kodak werden verschiedene Technologien als Kodacolor Technologie zusammengefasst. Die Tinte ist pigmentbasiert, („nanopigmentiert“ durch ein feineres Zermahlen der Pigmentpartikel), CMYKkP-Farbsystem, mit zwei Tanks (k und CMYKP, Reihe 10); eingeführt 2007. 2010 wurde ein vereinfachtes System mit K + CMY-Tanks (Reihe 30) eingeführt.

#### Lexmark
Ähnlich wie Kodak benutzt Lexmark mit Vizix eine Bezeichnung für die gesamte Tintenstrahltechnologie, mit Druckköpfen, die im Drucker verbleiben; CMYK-Einzeltintentanks mit Farbstofftinte; eingeführt 2009.

### Regionalcodierung von Druckern und Patronen
Viele Hersteller versehen ihre Drucker und deren Tintenpatronen mit einem Regionalcode, vergleichbar mit dem von DVDs, damit Kunden sie nicht aus einer billigeren Region importieren können. Der Code kann ein paar Mal vom Kunden oder vom Kundendienst der Herstellerfirma geändert werden, bleibt dann aber fest eingestellt wie bei einem RPC-2-DVD-Laufwerk. Man kann das Problem umgehen, indem man leere Patronen aus der alten Region mit Tinte aus der neuen Region befüllt (aber oft sind Patronen auch mit Chips, Sensoren und Ähnlichem ausgestattet, um das Nachfüllen zu verhindern; im Internet finden sich Nachfüll-Anleitungen für verschiedene Druckermodelle) oder sich neue Patronen aus der alten Region schicken lässt. Manche Hersteller bieten auch regionfreie Drucker speziell für Reisende an.

## Spezialpapiere
Ihre wahre Leistungsfähigkeit entfalten Tintenstrahldrucker erst auf Spezialpapieren, die sich insbesondere in der Saugfähigkeit der Oberfläche unterscheiden. Bei Normalpapier dringt die Tinte in das Papier ein und breitet sich dort zu einem Fleck aus, der wesentlich größer als der eigentliche Tintentropfen wird und je nach Textur der Papierfasern stark von der gewünschten Kreisform abweicht. Das führt zu unscharfen Abgrenzungen, Verlaufen der verschiedenen Farben ineinander und generell zu einem „matschigen“ Druckbild. Spezialpapiere hingegen bestehen in der Regel aus einem Trägerstoff, der aus Papier oder bei höherwertigen „Papieren“ auch aus Kunststoff bestehen kann, und einer speziellen Haftschicht. Diese Schicht verhindert vorrangig das Auseinanderlaufen des Tintentropfens und garantiert damit eine deutlich höhere Detailauflösung und Farbtrennung. Außerdem sorgt die Schicht für kräftigere Farben, je nach Art für einen Matt- oder Glanzeffekt und teilweise sogar für längere Farbstabilität der Tinten.
Mit Spezialpapieren in Verbindung mit hochwertigen Tintenstrahldruckern und Tinten lassen sich fotoähnliche „Abzüge“ herstellen, die in vielen Aspekten (Detailauflösung, Farbraum) dem klassischen, chemischen Fotoabzug ebenbürtig sind. So lassen sich zu Hause Foto-ähnliche Drucke herstellen, sodass beispielsweise Bilder einer Digitalkamera als Papierbild ähnlich wie ein klassisches Farbfoto vorliegen.
Nachteile dieser Technik sind der gegenüber ausbelichteten Fotos höhere Preis, die je nach Tinte unzulängliche Lichtechtheit (insbesondere unter Tageslicht mit hohem Blau-, Violett- und Ultraviolettanteil) und die Artefaktbildung durch das Druckraster.
Zum Herstellen von Tageslichtprojektor-Folien werden speziell beschichtete Folien angeboten, die sich auch mit Tintenstrahldruckern verarbeiten lassen.

## Vorteile
Der größte Vorteil des Tintenstrahldruckers ist der vergleichsweise einfache Aufbau der Geräte und die damit verbundenen niedrigen Herstellungskosten. In den letzten Jahren erreichen die Ergebnisse – zumindest auf Spezialpapieren – eine Qualität, die andere Verfahren nur selten oder mit hohen Kosten erreichen. Für die meisten Anwendungen ist herkömmliches Papier ausreichend und die Druckkosten liegen dann bei Schwarz-Weiß auf ähnlichem Niveau und bei Farbe eher niedriger als bei Farblaserdrucken. Die hochwertige Ausgabe digitaler Daten mittels Ausbelichtung ist bezüglich der Materialkosten zwar sehr günstig, allerdings sind die Geräte aufgrund der hohen Anschaffungspreise nur für größere Unternehmen rentabel.
Einige Tintenstrahldrucker erreichen beachtliche Farbräume – lediglich Vollfarbsysteme und Thermosublimationsdrucker bieten größere Farbräume, erstere sind in der Anschaffung für den privaten Einsatz unerschwinglich, letztere in den Verbrauchskosten höher.

## Nachteile
- Tintenstrahldrucker sind empfindlich gegenüber dem zu bedruckenden Medium, viele Tinten sind nicht dokumentenecht und nicht archivfest (wasserlöslich, chemische Langzeitveränderungen) und bleichen insbesondere bei Einfluss kurzwelliger Lichtanteile (Tageslicht) erheblich stärker aus als bei anderen Verfahren, sind also nicht lichtecht. Bei Laserdruckern können dagegen lichtechte Farbpigmente verwendet werden.
- Die höchste Qualität wird nur auf relativ teuren Spezialpapieren erreicht und führt zu Seitenpreisen von in Einzelfällen mehr als einem Euro pro DIN-A4-Seite. Mit schwarz-weiß-Laserdruckern sind erheblich niedrigere Druckkosten erreichbar.
- Die Tinten neigen zum Eintrocknen, sofern nicht regelmäßig gedruckt wird. Teurer Austausch von Tinte und/oder Druckköpfen ist die Folge.
- Tintenstrahldrucker sind für Massendrucke nicht geeignet, weil sie in der Regel langsamer sind. Je nach Auflagenstärke ist das Laser-, Offset- oder Tiefdruckverfahren tauglicher.

## Nachfüllen von Tintenpatronen
Ein wesentlicher Teil der beim Druck anfallenden Kosten kommt von den Verbrauchsmaterialien (Tinte/Toner). Daher gibt es für alle gängigen Druckerhersteller Anbieter kompatibler Verbrauchsmaterialien. Trotz der Maßnahmen seitens der Druckerhersteller, wie chiffrierter Erkennungschips auf den Patronen, sind fast alle Tintentypen von Drittanbietern erhältlich. Die Qualität von kompatiblem Verbrauchsmaterial kann sehr unterschiedlich sein. Oft haben kompatible Druckerpatronen mehr Inhalt und einen deutlich niedrigeren Preis und die Ersparnis übersteigt innerhalb kurzer Zeit das Geld für einen neuen Drucker. Tests unabhängiger Zeitschriften und Labore zeigen, dass es viele annehmbare alternative Verbrauchsmaterialien für Drucker gibt. Druckerpatronen mit Druckkopf oder Trommel können den Drucker nicht zerstören, weil der Druckkopf und bei Laserdruckern die Trommel nicht im Drucker ist, sondern an der Patrone. Bei Druckerpatronen ohne Druckkopf oder Trommel können diese durch schlecht geeignete Tinte oder Toner den Drucker zwar verkleben oder verschmutzen, aber die Ersparnis ermöglicht sogar den häufigen Ersatz durch mehrere neue Drucker.
Sparsam ist es auch, die Tintenpatronen selbst nachzufüllen oder markterprobte Spezialisten zu Hilfe zu ziehen. Ein Verlust der Garantie oder der Gewährleistung für den Drucker durch Benutzen von Druckertinte von Drittanbietern entsteht zumindest nach deutschem Recht nicht. Weder die gesetzliche Gewährleistung noch die Herstellergarantie hängen von verwendeter Tinte ab. Nur wenn der Händler beziehungsweise der Druckeranbieter nachweisen kann, dass der Schaden auf die Fremdtinte zurückgeht, können sie Reparatur auf Gewährleistung ablehnen. Allerdings können Farbverschiebungen bei Tinten von Drittanbietern auftreten, und es ist sinnvoll, für den Fotoausdruck für jede verwendete Alternativtinten/Papier-Kombination ein ICC-Profil zu beschaffen oder zu erstellen.
Abseits der Verwendung von Fremdtinten bieten nachfüllbare Patronen auch die Möglichkeit, Originaltinte aus größeren Gebinden, wie sie für Plotter angeboten werden, zu verwenden. So ändert sich beispielsweise bei Epson-Ultrachrome-Tinte der Listenpreis je Milliliter um einen Faktor von fast drei, wenn die Tinte in Patronen mit 11 ml oder 700 ml erworben wird.

## Lagerung von Tintenpatronen
Damit Druckerpatronen möglichst lange genutzt werden können, müssen sie besonders gelagert werden. Besonders wichtig für die Lagerung von Patronen ist eine möglichst gleichbleibende Temperatur. Eine zu stark und ständig wechselnde Temperatur hat wegen der thermischen Ausdehnung einen negativen Einfluss auf die Haltbarkeit der Patrone. Tintenpatronen können bei Raumtemperatur (20 °C) gelagert werden. Temperaturen von −15 bis +35 Grad Celsius stellten jedoch kein Problem dar. Um das Eintrocknen bereits geöffneter Tintenpatronen zu verhindern, sollten regelmäßige Ausdrucke durchgeführt werden oder die Patronen sollten in luftdichten Boxen aufbewahrt werden. Im luftdichten und original verpackten Zustand halten die Druckerpatronen in der Regel zwei Jahre.

## Nischenprodukte mit Tintendruckwerk
Eine nur kurzzeitig mit mäßigem Erfolg auf dem Markt vertretene Form der Schreibmaschine waren die letzten Brother-Modelle der 700er- und 800er-Serien mit Tintendruckwerk und integriertem Textsystem. Sie nutzten bereits die hochauflösenden Möglichkeiten des Tintendrucks für Schriften (mehrere Schriftarten mit Skalierung) und Grafik mit schwarzer und je nach Modell auch farbiger Tinte. Ihre Leistungsfähigkeit blieb allerdings hinter denen moderner PCs zurück, und als fertig konfigurierte Systeme waren sie nicht erweiterungsfähig. Sie waren nur wenige Jahre Anfang bis Mitte der 1990er Jahre erhältlich.
Tintendruckwerke sind in einigen Registrierkassen, Kommissioniergeräten oder Nischensegmenten in Industrie und Handel enthalten. Dabei stehen sie in direkter Konkurrenz hauptsächlich zu den robusten und farbechten Nadeldruckern oder dem billigeren und kompakten Thermodruck für Spezialpapier.

## Emissionen
Tintenstrahldrucker setzen bei ihrem Betrieb aus den eingesetzten Tinten flüchtige organische Verbindungen (VOC und VVOC) frei. Partikel werden in geringem Umfang freigesetzt. Die Emissionen liegen jedoch weit unter den Anforderungen des Umweltzeichens Blauer Engel.
Typische, bei besonders schnellen Tintenstrahldruckern gemessene VVOC waren nach Aceton, Alkohol und Isopropanol. Die Emissionen von Gefahrstoffen lägen weit unter denen emissionsarmer Laserdrucker.

## Sonstiges
2015 gelang an der Universität Linz der Druck von Leiterplatten für sehr geringe Ströme auf Papier. Der Tinte wurden dazu Nanopartikel zugesetzt, die das Papier elektrisch leitfähig machen.